# 佐貫城
佐貫城（さぬきじょう）は、千葉県富津市佐貫にあった日本の城。江戸時代には佐貫藩の藩庁が置かれた。

## 概要
佐貫城は、真里谷氏（真里谷武田氏）によって築かれた平山城。古文書から永正年間から天文6年（1537年）にかけて真里谷全芳（武田信秋）が城主を務め、加藤氏が城代を務めたと推測されている。加藤氏は『鎌倉大草紙』に登場する武田信長の家臣・加藤入道梵玄の末裔と推定され、真里谷氏の没落後も佐貫の有力者として時々の支配者に従った　。
天文6年（1537年）以降のある時期に安房里見氏の支配下に入ると、里見義弘が拠り、久留里城と共に真里谷氏及び後北条氏への最前線として重要な役割を果たした（ただし、近年の古文書研究により、後北条氏が同城を占拠して城代を置いていた時期も存在していたことが判明している）。里見氏安房移封以降も城郭として維持され、17世紀末から18世紀初頭の一時期を除き、明治維新まで維持された。

## 歴史・沿革
- 鎌倉大草紙に長尾三家の一つ総州長尾家が見え、この総州長尾家が佐貫に拠ったとされる。佐貫城もこの長尾氏により築かれたとする説もある。
- 応仁年間、武田義広により築城された。
- 天文6年（1537年）、真里谷氏に跡目争いが生じ、真里谷信隆の拠った佐貫城は真里谷信応を支援する足利義明・里見義堯等により攻められ落城した。
- 天文14年（1545年）、北条氏康が一時佐貫城を占領（ただし、この時期まで後北条氏ー真里谷氏の支配下にあった可能性がある[1]）。以後、里見氏と後北条氏の争奪の舞台となる。
- 弘治元年（1555年）、北条氏康が再度佐貫城を占領、同盟関係にあった結城晴朝に報じる。
- 弘治2年（1556年）、里見義弘が佐貫城を奪還して同城から水軍を率いて鎌倉を攻撃する。
- 永禄2年（1559年）、この頃は再び後北条氏が占拠しており、北条家臣布施弾正左衛門康則が城代を務める。
- 永禄5年（1562年）、上杉謙信に古河御所を追われた古河公方足利義氏が、北条氏康の保護の下に佐貫城に仮の御所を置く。
- 永禄6年（1563年）、この頃、里見義弘が再度佐貫城を奪還、足利義氏は鎌倉へと退避する。
- 永禄10年（1567年）、後北条氏との間で三船山合戦が生起したが、この際、里見義弘は佐貫城より出陣した。
- 天正6年（1578年）、里見義弘が佐貫城で病死。安房国にいた里見義頼が、嫡男梅王丸と城代加藤信景を攻めて屈服させて家督を継承、以後里見氏の本拠は安房に移る。
- 天正18年（1590年）、小田原征伐後、里見氏は安房一国に減封され、関東を与えられた徳川家康の家臣である内藤家長が入城した。
- 元和8年（1622年）、内藤家長の子政長が陸奥国磐城平藩に加増転封。代わって武蔵深谷8000石の旗本松平忠重が加増の上で転封。1万5千石の大名として立藩した。
- 寛永10年（1633年）、忠重は駿河田中藩へ加増移封。代わって松平勝隆が入封。旗本であった勝隆は1万5千石で新規に大名となる。
- 貞享元年（1684年）11月10日、勝隆の子重治が改易処分となり、佐貫藩廃藩。佐貫城は廃城となり、（構造物が）破却された。
- 元禄元年（1688年）、江戸幕府第五代将軍徳川綱吉の側用人として重用され、旗本から新規に大名に取り立てられた柳沢保明（柳沢吉保）が1万5千石で新規立藩した。のち2万石。
- 元禄7年（1694年）、吉保が武蔵国川越藩へ加増転封となり、佐貫城は再度廃城となった。
- 宝永7年（1710年）、阿部正鎮が三河刈谷藩から移封され、佐貫城を再興した。1万6千石。
- 明治2年（1869年）、阿部正恒が版籍を奉還し、明治政府の管理下に入った。
- 明治4年（1871年）、廃藩置県に伴い佐貫城は廃止された。

## 構造
佐貫の地は今の鶴峯八幡神社付近と推定される「八幡浦」と称する港町があり、江戸内海を挟んで三浦半島と直接向かい合っていた。更に地形の関係で内房方面を南北を貫く複数の街道が（沿岸ルート・内陸ルートを問わず）必ず合流する場所であると共に、佐貫から神野寺・清澄寺・誕生寺を経由して外房方面に至る山道が走っており、古くから参詣者に用いられていた。そのため、早くから市場や宿場町が形成されて経済・交通の中心地となっており、甲斐国から鎌倉（三浦半島）を経て上総に進出した武田氏によって同地に城が築かれて、後に里見・北条両氏の攻防の舞台になったと考えられている。
北上川と染川により開析された二つの谷に挟まれた丘陵端に占地する。城域の東には陣場、陣場谷と呼ばれる谷が深く入り込んでおり、西側の城域と背後の丘陵を分断している。また、城域内部にも黒部谷を始めとする谷が入り込み、主郭部の位置する尾根他幾つかを除き多くは痩せ尾根となっている。
郭は城山の本丸から南西に向けて二の丸及び三の丸が配置されており、佐貫城の主郭部をなしている。本丸の背後には更に、産所谷から上宿に掛けて尾根筋に郭が連なり、黒部谷を隔てて城域南東端の北新宿付近にも郭が設けられている。三の丸から本丸に至る主郭部には、本丸虎口を始めとして、櫓台、虎口、空堀、土塁等が効果的に配置されており、里見氏移封以降改修されたものと考えられるが、黒部谷及び上宿を取り巻く郭群には、尾根上に削り残し土塁を伴う削平地を設ける、里見氏流築城術の特徴が見られる。

## 考古資料

### 遺構
山上の遺構は良く残り、空堀、石垣、土塁、井戸等が往時の姿を留めている。空堀の幾つかには里見氏流築城術の特徴を示す岩盤を削った切岸が見られ、また、三の丸櫓台を始めとして、上総国には珍しい石積遺構が残るのも本城の特徴である。